# Huell Howser
Huell Burnley Howser (Gallatin, 18 ottobre 1945 – Palm Springs, 7 gennaio 2013) è stato un attore statunitense.

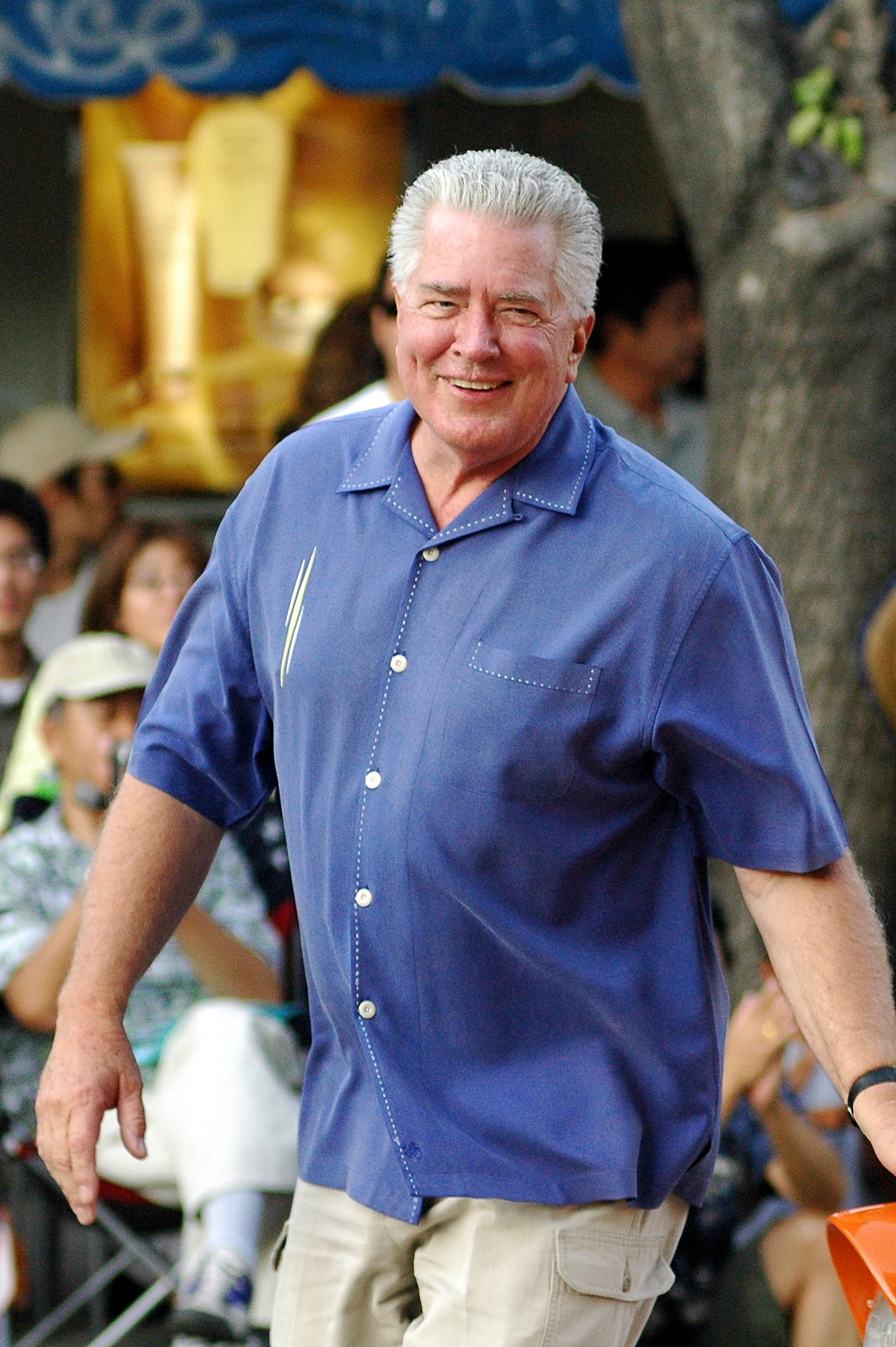
Howser nel 2007

È noto per il suo tipico accento californiano e per svariate apparizioni nello show televisivo statunitense California's Gold. Morì a Palm Springs il 7 gennaio 2013 a causa di un cancro alla prostata.

## Filmografia parziale

### Doppiaggio
- I Simpson (2010-2013)
- Appresto in Winnie the Pooh - Nuove Avventure nel Bosco dei 100 Acri